# 学童擁護員

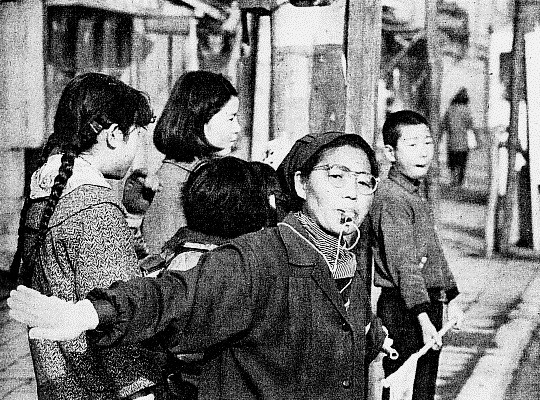
1960年頃の学童擁護員

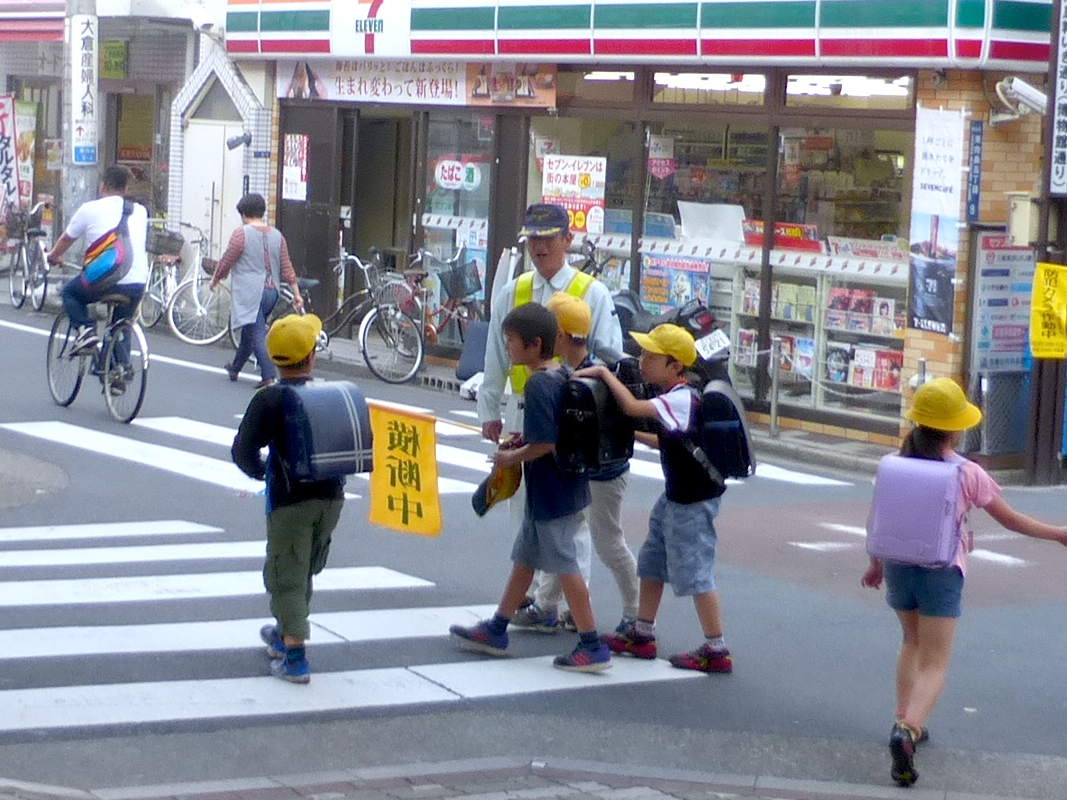
2015年の学童擁護員

学童擁護員（がくどうようごいん）とは、小学校の通学路上に立ち、児童の通学における安全確保に当たる職員のことである。女性の学童擁護員については、緑のおばさん（）という愛称があり、交通安全のシンボルカラーである緑色の制服や帽子を身に着けていたことに由来する。なお、男性の学童擁護員の場合は一部の男子児童などが青のおじさんなどと呼ぶこともあるが、緑のおばさんのような明文化された特定の愛称や通称は無い。英語では “lollipop woman” といい、欧米で学童擁護員が持っている標識が棒付きキャンデー（英: lollipop）に似ていることが由来である。
1959年11月19日に東京都においてこの制度が始まった。まだ女性の職場が少なかった戦後復興期に、寡婦の雇用対策として創設された職業である。創設当初、勤務時間は午前2時間、午後3時間で、日当は315円であった。1961年以降、各地に広がった。
当初は臨時職員であったが、1965年より東京都の正職員となった。近年、その存廃が議論されている。
東京都以外にも、道府県によっては似たような役割を果たす地方自治体の臨時職員やボランティアがあったが、存続について議論されたり、廃止されたりする例がある。そのうちの一部には、交通安全の啓発活動などを行なうボランティア団体「交通安全母の会」の母体となったものもある。

## 海外の類似例

### アメリカ合衆国
原語では主に “Crossing Guard” と呼ばれる。児童の登下校時の安全を確保するため、学校や通学路の横断歩道で警戒にあたる。有給職員とボランティアの両方がいる。連邦労働省労働統計局の統計によれば、有給の従事者数は全米で7万2900人、時給中央値は12ドル84セント、年収中央値は2万6700ドルである（いずれも2016年5月現在のもの）。

#### ニューヨーク市警察児童横断警戒員
原語では “School Crossing Guard” という。ニューヨーク市警察 (NYPD) の所属であるが、警察官ではなく非常勤職員であり、採用後にNYPD警察学校で6日間の訓練を受ける。